# Lerums distrikt
Lerums distrikt är ett distrikt i Lerums kommun och Västra Götalands län. 
Distriktet ligger i och omkring Lerum. 

## Tidigare administrativ tillhörighet
Distriktet inrättades 2016 och utgörs av socknen Lerum i Lerums kommun.
Området motsvarar den omfattning Lerums församling hade vid årsskiftet 1999/2000.